# Otiothops walckenaeri
Espèce
Otiothops walckenaeri est une espèce d'araignées aranéomorphes de la famille des Palpimanidae.

## Distribution
Cette espèce est endémique des Antilles,. Elle se rencontre à Cuba et aux Bahamas.

## Description
Les mâles mesurent de 3,35 à 4,32 mm et les femelles de 4,72 à 5,90 mm.

## Publication originale
- MacLeay, 1839 : On some new forms of Arachnida. Annals and Magazine of Natural History, vol. 2, p. 1-14 (texte intégral).